# Zwart parelhoen
Het zwart parelhoen (Agelastes niger) is een vogel uit de familie van parelhoenders (Numididae).

## Kenmerken
De vogel heeft een rode, naakte kop met op de kruin een bosje zwarte veren. De vogel kan 45 cm lang worden.

## Verspreiding en leefgebied
Het zwart parelhoen is inheems in de volgende landen: Angola, Centraal-Afrikaanse Republiek, Congo-Brazzaville, Congo-Kinshasa, Equatoriaal-Guinea, Gabon, Kameroen en Nigeria.